# قلعة عراد
قلعة عراد هو حصن بني في القرن 15 في قرية عراد في البحرين. بنيت قلعة عراد حسب النمط النموذجي للحصون الإسلامية خلال القرن 15 قبل الغزو البرتغالي للبحرين عام 1622. وقد بناه الإمام سلطان بن سيف اليعربي إمام عمان في ذلك العصر. هذه القلعة هي واحدة من الحصون الدفاعية المدمجة في البحرين. يطل موقعها الحالي على مختلف الممرات البحرية من شواطئ البحار الضحلة في المحرق. في الماضي كان هناك قناة بحرية يتعذر الوصول إليها والتي كان يسيطر عليها السكان المحليين لمنع السفن من غزو الجزيرة حيث يقع الحصن. الحصن على شكل مربع وعلى كل زاوية هناك برج أسطواني. الحصن محاط بخندق صغير مملوء بالماء من الآبار التي تم حفرها خصيصا لهذا الغرض. في كل ركن من أركان الجدار العلوي للقلعة هناك فتحات على شكل الأنف للرماة.
على مقربة منه مطار البحرين الدولي وقد تم تجديد الحصن على نطاق واسع وأضيفت له إضاءة. استخدمت المواد التقليدية في ترميم وصيانة القلعة بعد إجراء تحليل مستفيض للمواد الأصلية مثل حجارة البحر والجير والرمل وجذوع النخيل. لم يستخدم الإسمنت أو أي مواد أخرى والتي ليست متوائمة مع المواد التاريخية المستخدمة في البناء أو التي تقلل من قيمته التاريخية.

## سبب التسمية
سُميت قلعة عراد بهذا الاسم نسبةً إلى التسمية اليونانية القديمة لجزيرة المحرق حيث سميت باسم أرادوس ومن ثم حُرف هذا الاسم إلى عراد وهي إحدى قرى جزيرة المحرق.

## التاريخ
قلعة عراد أحد القلاع المحصنة المهمة في البحرين. بنيت القلعة حسب أسلوب الحصون الإسلامية في نهاية القرن 15 وبداية القرن 16. نظرا لموقعها الاستراتيجي المطل على مختلف الممرات البحرية لجزيرة المحرق فقد استخدمت قلعة عراد كحصن دفاعي على مر التاريخ من وقت احتلت البحرين من قبل البرتغاليين في القرن 16 إلى عهد الشيخ سلمان بن أحمد آل خليفة في القرن 19. تم ترميم قلعة عراد مؤخرا في الثمانينات على مدى ثلاث سنوات. من أجل الحفاظ على القيمة التاريخية لقلعة عراد فقد استخدمت المواد التقليدية حصرا مثل الحجر المرجانية والجير وجذوع الشجرة.
يعتقد أن القلعة كانت تستخدم من قبل العمانيين خلال احتلالهم لفترة وجيزة للبحرين، ففي عام 1801م، خرج الإمام سلطان بن أحمد آلبوسعيدي في حملة لاحتلال البحرين هي الثانية بالنسبة له، ونجح في السيطرة عليها بالفعل، ونصب ابنه سالم واليا عليها، وحرص أن يأخذ من البحرين مجموعة من الرهائن كانت ممثلة في خمسة وعشرين شخصًا من أعيان البحرين، كما وضع حامية من الجنود التابعين له في قلعة عراد بالمحرق، وأرغم آل خليفة على مغادرة البحرين.
ولكن لم يلبث أن تمكن آل خليفة من استرداد البحرين، وأعانهم على ذلك ظهور القوة السعودية في الأحساء، حيث تمكنوا من طرد الحامية المسقطية من البحرين، وأجبروا النائب الذي وضعه سلطان بن أحمد من قبله لحكم البحرين على مغادرة الجزيرة . 
وحين توجه سلطان بن أحمد إلى البحرين للانتقام من آل خليفة في عام 1803م، كان واضحًا أنهم قد قوي تحالفهم بآل سعود، ولذلك آثر سلطان مسقط الانسحاب، وخاصة أن القوات السعودية كانت تهدد الأراضي العمانية ذاتها . 
وهكذا أسفرت محاولات سلطان مسقط عن فشل ذريع، ولم يجن منها سوى نقمة آل خليفة عليه، حيث ظلوا يتربصون به حتى تمكنوا من اغتياله في عام 1804م، بالاشتراك مع جماعة من القواسم . وأنها تقع متاخمة للممرات المائية الاستراتيجية بين جزيرة البحرين وجزيرة المحرق.
لا يعرف سوى القليل عن تاريخ القلعة وليس هناك أدلة دامغة على الموعد المحدد لبنائها ولكن تم اتخاذ الحفريات شاملة من أجل اكتشاف ماضيها.
القلعة مفتوحة من دون رسوم طوال أيام الأسبوع.